# Сакал Віталій Миколайович
Віталій Миколайович Сакал (нар. 4 жовтня 1965, село Нова Чолаківка, Фалештський район, Молдова) — генерал-майор міліції. У 2014-2015 роках — заступник Міністра внутрішніх справ України — начальник Головного слідчого управління Міністерства внутрішніх справ України.

## Біографія
Освіта
- 1993 — закінчив Академію Внутрішніх Справ України, спеціаліст-юрист

Робота
- 23 серпня 2014 року присвоєно спеціальне звання генерал-майора міліції.[1]
- З 16 квітня 2014 року заступник міністра внутрішніх справ України, з 2 березня 2014 начальник Головного слідчого управління МВС.
- у січні та лютому 2014 перший заступник начальника Головного слідчого управління МВС
- з 16 травня 2012 1-й заступник начальника ГУ МВС України в Одеській області — начальник слідчого управління[2][3][4]
- до Одеси — заступник начальника ГУ МВС України в Київській області — начальник слідчого управління[3]
- 27.11.2001 — старший радник юстиції
- 2000–2001 — у прокуратурі Херсонської області: 
 03-06.2000 — зам. прокурора прокурор Комсомольського району, Херсон, 
 06-07.2000 — прокурор відділу нагляду …  у прокуратурі Херсонської області 
 07.2000-01.2001 — прокурор Скадовського району, 
 01-03.2001 — прокурор Комсомольського району, Херсон, 
 03-09.2001 — заступник прокурора Херсонської області, 
 з 09.2001 — 1-й заступник прокурора Херсонської області
- 02.1998-03.2000 — начальник слідчого відділу Прокуратури, м. Чернівці
- 09.1995 — старший слідчий
- 09.1989-09.1995 — служба в УМВС УРСР / України по Чернівецькій області
- 10.1984-10.1986 — служба в армії

## Інциденти
12 вересня 2011 року член партії «Батьківщина» народний депутат Євген Суслов заявив про проведення представниками МВС обшуку в його громадської приймальні у Сквирі. Близько 25 представників Управління по боротьбі з організованою злочинністю в Київській області увірвалися в його приймальню, зламавши двері без будь-яких пояснень. Він зазначив, що операцією керує особисто начальник слідчого управління МВС у Київській області Віталій Сакал.
Суслов також повідомив, що близько 70 правоохоронців увірвалися і заблокували садибу в селі Буки Сквирського району, де перебували його батьки.
Того ж дня партія «Батьківщина» зажадала негайного припинити силові дії із застосуванням спецпідрозділів міліції проти Євгена Суслова і його родини.
21 квітня 2015 року працівники головного слідчого управління Міністерства внутрішніх справ України, очолюваного Сакалом, прийшли з обшуком до голови департаменту Міністерства юстиції з люстрації Тетяни Козаченко. Також з обшуком прийшли до її заступника Дмитра Димова. Того ж дня журналіст Дмитро Гнап написав у своєму фейсбуці: "Вчора, як з'ясувалося, Окружний адмінсуд Києва прийняв до розгляду позов департаменту люстрації про звільнення Сакала з посади. Позов готувала Тетяна Козаченко. Сьогодні вранці підлеглі Сакала прийшли до неї додому. Совпадєніє? Нє думаю".
23 квітня 2015 року Сакал подав рапорт про відставку, яку Міністр внутрішніх справ Арсен Аваков прийняв.